# Markus Landau
Markus Landau (* 21. November 1837 in Brody; † 10. Januar 1918 in Wien) war ein österreichischer Literaturhistoriker. Er beschäftigte sich vor allem mit dem älteren italienischen Schrifttum und dem des 18. und 19. Jahrhunderts und trat insbesondere mit seinen Boccaccio-Forschungen hervor.

## Leben
Als junger Kaufmann unternahm Landau mehrere Reisen durch Deutschland, Italien und Frankreich, bevor er sich 1869 in Wien niederließ. Sein Studium schloss er dort mit der Promotion ab.
Ab 1878 wandte er sich ganz literaturgeschichtlichen Studien zu. Sein Werk Die Quellen des Decamerone gilt bis heute als eines der wichtigsten zur vergleichenden Literatur- und Stoffgeschichte. Später beschäftigte er sich auch mit geschichtlichen und volkskundlichen Themen.
Er war korrespondierendes Mitglied der Akademien in Messina und Cosenza sowie der historischen Kommission der Israelitischen Kultusgemeinde in Wien.

## Schriften
- Beiträge zur Geschichte der italienischen Novelle. L. Rosner, 1875. (Digitalisat)
- Giovanni Boccaccio, sein Leben und seine Werke. Cotta, Stuttgart 1877. (Digitalisat)
- Die italienische Literatur am österreichischen Hofe. Gerold, Wien 1879.
- Die Quellen des Decamerone. 1869, 2. Aufl. Stuttgart 1884.
- Geschichte der italienischen Literatur im achtzehnten Jahrhundert. Felber, Berlin 1899. (Digitalisat)
- Hölle und Fegefeuer in Volksglaube, Dichtung und Kirchenlehre. König, Greiz 1909.